# سباق الجائزة الكبرى للدراجات النارية موسم 2010
سباق الجائزة الكبرى للدراجات النارية موسم 2010 كان النسخة الـ 62 من بطولة العالم التي نظمها الاتحاد الدولي للدراجات النارية. تكون الموسم من 18 سباقا بدأ بجائزة قطر الكبرى للدراجات النارية 2010 في 11 أبريل وانتهى بجائزة بلنسية الكبرى للدراجات النارية 2010 في 7 نوفمبر. حقق خورخي لورنزو بطولة العالم في هذا الموسم.

## النتائج
| الجولة | التاريخ   | الجائزة الكبرى                                 | الحلبة                           | الفائز بفئة موتو جي بي | الفائز بفئة موتو2       | الفائز بفئة 125 سي سي   | التقرير |
| ------ | --------- | ---------------------------------------------- | -------------------------------- | ---------------------- | ----------------------- | ----------------------- | ------- |
| 1      | 11 أبريل  | جائزة قطر الكبرى للدراجات النارية              | حلبة لوسيل الدولية               | فالنتينو روسي          | شويا توميزاوا           | نيكولاس تيرول           | التقرير |
| 2      | 2 مايو    | جائزة إسبانيا الكبرى للدراجات النارية          | حلبة خيريز                       | خورخي لورنزو           | توني إلياس              | بول إسبارغارو           | التقرير |
| 3      | 23 مايو   | جائزة فرنسا الكبرى للدراجات النارية            | حلبة دي لا سارث                  | خورخي لورنزو           | توني إلياس              | بول إسبارغارو           | التقرير |
| 4      | 6 يونيو   | جائزة إيطاليا الكبرى للدراجات النارية          | حلبة موجيلو                      | داني بيدروسا           | أندريا يانوني           | مارك ماركيث             | التقرير |
| 5      | 20 يونيو  | جائزة بريطانيا الكبرى للدراجات النارية         | حلبة سلفرستون                    | خورخي لورنزو           | جول كلوزيل              | مارك ماركيث             | التقرير |
| 6      | 26 يونيو  | كأس هولندا السياحية                            | حلبة أسن تي تي                   | خورخي لورنزو           | أندريا يانوني           | مارك ماركيث             | التقرير |
| 7      | 4 يوليو   | جائزة كتالونيا الكبرى للدراجات النارية         | حلبة دي كاتلونيا                 | خورخي لورنزو           | يوكي تاكاهاشي           | مارك ماركيث             | التقرير |
| 8      | 18 يوليو  | جائزة ألمانيا الكبرى للدراجات النارية          | ساتشسينرينج                      | داني بيدروسا           | توني إلياس              | مارك ماركيث             | التقرير |
| 9      | 25 يوليو  | جائزة الولايات المتحدة الكبرى للدراجات النارية | حلبة لاغونا سيكا                 | خورخي لورنزو           | لم يجرى سبقا لهذه الفئة | لم يجرى سبقا لهذه الفئة | التقرير |
| 10     | 15 أغسطس  | جائزة التشيك الكبرى للدراجات النارية           | حلبة برنو                        | خورخي لورنزو           | توني إلياس              | نيكولاس تيرول           | التقرير |
| 11     | 29 أغسطس  | جائزة إنديانابوليس الكبرى للدراجات النارية     |                                  | داني بيدروسا           | توني إلياس              | نيكولاس تيرول           |         |
| 12     | 5 سبتمبر  | جائزة سان مارينو الكبرى للدراجات النارية       | حلبة ميزانو الدولية              | داني بيدروسا           | توني إلياس              | مارك ماركيث             | التقرير |
| 13     | 19 سبتمبر | جائزة أراغون الكبرى للدراجات النارية           | حلبة آراغون                      | كيسي ستونر             | أندريا يانوني           | بول إسبارغارو           |         |
| 14     | 3 أكتوبر  | جائزة اليابان الكبرى للدراجات النارية          | حلبة موتيجي                      | كيسي ستونر             | توني إلياس              | مارك ماركيث             | التقرير |
| 15     | 10 أكتوبر | جائزة ماليزيا الكبرى للدراجات النارية          | حلبة سيبانغ الدولية              | فالنتينو روسي          | روبرتو رولفو            | مارك ماركيث             | التقرير |
| 16     | 17 أكتوبر | جائزة أستراليا الكبرى للدراجات النارية         | حلبة الجائزة الكبرى بجزيرة فيليب | كيسي ستونر             | أليكس دي أنجليس         | مارك ماركيث             | التقرير |
| 17     | 31 أكتوبر | جائزة البرتغال الكبرى للدراجات النارية         | حلبة إستوريل                     | خورخي لورنزو           | ستيفان برادل            | مارك ماركيث             | التقرير |
| 18     | 7 نوفمبر  | جائزة بلنسية الكبرى للدراجات النارية           | حلبة ريكاردو تورمو               | خورخي لورنزو           | كاريل أبراهام           | برادلي سميث             | التقرير |